# Abdulwahab Al Safi
Abdulwahab Ali Al Safi (arabe : عبدالوهاب الصافی), né le 4 juin 1984 à Manama à Bahreïn, est un joueur de football international bahreïni, qui évolue au poste de milieu de terrain.

## Biographie

### Carrière en sélection
Avec l'équipe de Bahreïn, il possède 68 sélections, avec un but inscrit, depuis 2009. 
Il figure dans le groupe des sélectionnés lors des Coupes d'Asie des nations de 2011 et de 2015.